# Сигетварская битва
Сигетварская битва (хорв. Sigetska bitka, тур. Zigetvar Savaşı) — осада небольшой крепости Сигетвар в Венгрии в период с 6 августа по 8 сентября 1566 года. Крепость Габсбургской империи, осаждённую войсками Османской империи во главе с султаном Сулейманом I, оборонял хорвато-венгерский гарнизон во главе с баном Хорватии Миклошем Зриньи (Николаем Зринским, венг. Zrínyi Miklós, хорв. Nikola Zrinski).
Оборона Сигетвара вдохновила правнука Миклоша Зриньи, носившего то же имя, на написание эпоса «Szigeti veszedelem» на венгерском языке. Современники давали высокую оценку событию: даже кардинал Ришельё назвал его «Битва, которая спасла цивилизацию».

## Предыстория
Османскому султану Сулейману I был 71 год, он царствовал в течение 46 лет и за всё время царствования принял участие в 12 военных конфликтах, но при этом последние 11 лет не командовал. В своей 13-й военной операции он отдал командование своему визирю Мехмеду-паше Соколлу, который был действительным командующим Османских сил. Османские войска вышли из Стамбула 1 мая 1566 года. Султан был не в состоянии лично управлять лошадью и был вывезен из Стамбула в крытой конной повозке. Османская армия достигла замка Сигетвар 6 августа 1566 года. Большой султанский шатёр был поставлен на холме Симильхоф. Сулейман должен был находиться в своей палатке во время всей осады, где он должен был получать отчёты лично от своего визиря.

## Ход осады
Зриньи собрал войско из примерно 2300 воинов ещё до начала осады, оно состояло из его личного войска, а также его друзей и союзников. Оборону держали в основном хорваты, также было значительное количество венгерских тяжеловооруженных всадников. Осада началась в августе 1566 года, защитники форта отбивали османские атаки до сентября. Несмотря на слабую укомплектованность и явное превосходство армии Сулеймана в численности, подкрепления из Вены послано не было.
Во время длительной осады Сулейман Великолепный умер до рассвета 7 сентября. Судя по всему, смерть была от подагры, но стресс и усталость от трудной осады, безусловно, сыграли свою роль. Великий визирь Соколлу Мехмед-паша решил не сообщать армии об этом известии, чтобы не ослабить волю к победе в последние дни осады.

## Последний бой
На следующий день после смерти Сулеймана прошёл последний бой. Замок Сигетвар был сожжён, остались только разрушенные стены. В первой половине 7-го сентября, турки начали тотальную атаку используя все средства (в том числе «греческий огонь», канонаду, залповый огонь и многое другое). Вскоре цитадель в Сигетваре была подожжена. Зриньи в шёлковой одежде и с золотым ключом на груди во главе своих 600 воинов ринулся в густые ряды турок. Героический командующий, который выдержал осаду в течение 36 дней, пал, пораженный тремя пулями. Некоторые историки считают, что, перед тем как покинуть крепость, Зриньи приказал установить запал в пороховой погреб. После того, как османы заняли крепость, погреб взорвался и сотни из них погибли. Турки взяли замок и выиграли битву. Только семи защитникам удалось пробиться через турецкое расположение.

## Результаты
Только четверо из выживших защитников были выкуплены у турок. Одним из них был племянник Зриньи, Гашпар Алапич, который в результате стал баном и подавил хорватское и словенское крестьянское восстание. Другим был Франьо Чрнко, камергер Зриньи, который описал весь ход осады. Его подробный доклад, опубликованный на хорватском, немецком и латинском, содержал горькое описание последних часов перед поражением.
Битва задержала нападение Османской империи на Вену в этом году. Престарелый султан скончался, не выдержав долгого путешествия. Это означало, что любое принятие серьёзных решений (как нападение на Вену) должно было быть оговорено с новым султаном; для этого визирь Мехмед-паша отправился в Стамбул, где уже и встретился с преемником Сулеймана Селимом II.Нападение на Вену так и не случилось.